# アイスタイル
株式会社アイスタイル（英文社名：istyle Inc.）は、東京都港区赤坂に本社を置く、化粧品ポータルサイト@cosmeの運営を行う日本の企業。

## 概要
アイスタイルは、アンダーセンコンサルティング（現アクセンチュア）出身の吉松徹郎により1999年に創業された企業。化粧品に関する口コミを集めるウェブサイト@cosmeや、化粧品店である@cosme STOREの運営、中華人民共和国向け越境EC事業などを手掛ける。2012年には東京証券取引所一部に上場。

## 沿革
- 1999年（平成11年） - 東京都世田谷区に有限会社アイ・スタイルを設立し@cosmeを開設[9]。
- 2000年（平成12年） - 株式会社アイスタイルに改組し、東京都渋谷区に本店を移転[9]。
- 2005年（平成17年） - 東京都港区に本店を移転[9]。
- 2012年（平成24年） - 東京証券取引所マザーズに上場し、次いで東京証券取引所市場第一部へ市場変更[9]。
- 2014年（平成26年） - ポーター賞受賞。@cosmeがグッドデザイン賞受賞[9]。
- 2022年（令和4年）8月 - Amazon並びに三井物産との間で業務資本提携を締結。Amazonに割り当てられる予定の新株予約権を全て行使した場合、同社が36.95%を保有する筆頭株主になる予定[10][11]。
- 2022年（令和4年）10月 - ミズから、化粧品専門店「東京小町」4店舗を買収[12]。